# Uracis turrialba
Die Uracis turrialba ist eine der sieben Libellenarten der Gattung Uracis aus der Unterfamilie Brachydiplacinae. Erstmals beschrieben wurde die Art 1919 durch Friedrich Ris anhand eines Männchens vom Vulkan Turrialba in Costa Rica. Die Larven sind noch nicht beschrieben.

## Bau der Imago
Der Hinterleib (Abdomen) ist auf der Unterseite schwarz und am Rücken hellblau bereift.
Während die Unterlippe weißlich ist, sind die Oberlippe, das Gesicht und die Stirn weißlich gelb. Alle drei Teile sind zudem noch mit kleinen schwarzen Haaren besetzt. Der Rücken des Thorax ist fast schwarz und wird von nur schwer sichtbaren, gelblichen Wellenlinien gequert. Auf den grünlichen Thoraxseiten finden sich vier schmale, diffuse, schwärzliche Querbinden.
Die Flügel der Männchen sind hellgelb mit einem leichten Grünstich gefärbt und weisen keine schwarzen Flecken auf, wie sie bei anderen Uracis-Arten üblich sind. Das Flügelmal (Pterostigma) ist schwarz.

## Belege
1. ↑  Garrison, von Ellenrieder, Louton - Dragonfly Genera of the New World [S. 279], The Johns Hopkins University Press, Baltimore 2006, ISBN 0801884462
2. 1 2  Friedrich Ris: Libellulinen. In: Selys-Longchamps, Edmond de, baron, 1813-1900. Collections zoologiques; catalogue systematique et descriptif. 3. Jahrgang, 1913, S. 1140–1141 (biodiversitylibrary.org [PDF; abgerufen am 29. Mai 2009]).